# Rozivka (okres Užhorod)
Rozivka, ukrajinsky Розівка, maďarsky Ketergény, je část obce Cholmok, ve venkovské územní komunitě Cholmok, v okrese Užhorod, v Zakarpatské oblasti na Ukrajině.

## Historie
První písemná zmínka o vsi pochází z roku 1357. Do uzavření Trianonské smlouvy byla ves součástí Uherska, poté byla, pod názvem Ketergeň, součástí Československa. V roce 1921 zde stálo 43 domů a žilo zde 257 obyvatel, z toho 2 Čechoslováci, 6 Rusínů, 236 Maďarů a 13 Židů. Od roku 1938 byla ves (v důsledku první vídeňské arbitráže) součástí Maďarského království. Od roku 1945 byla součástí Ukrajinské sovětské socialistické republiky, která byla součástí SSSR. Od roku 1991 je součástí nezávislé Ukrajiny.